# Сіхоте-Алінь
Сіхоте́-Алі́нь (рос. Сихотэ́-Али́нь) — гірський хребет і вулканічне поле області мезозойської складчастості Тихоокеанського поясу на Далекому Сході Азії, на території Хабаровського та Приморського країв Російської Федерації. Є вододілом річок басейну Амуру на заході, та річок Японського моря та Татарської протоки на сході. Гори простягаються від східного Примор'я (район міста Находка) до гирла Амуру на півночі Хабаровського краю.

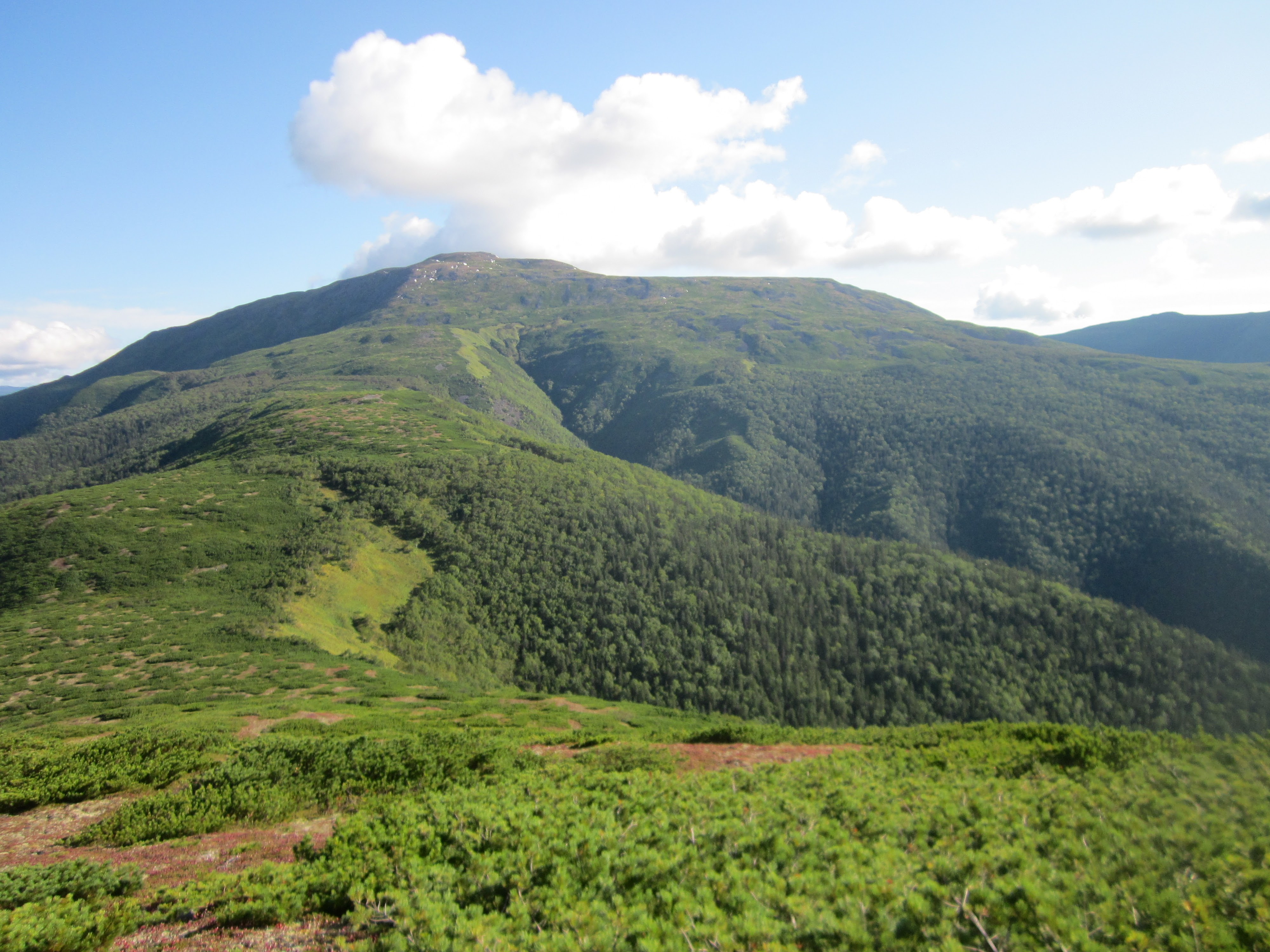
Гора Анік, найвища точка Приморського краю (1933 м)

## Географія

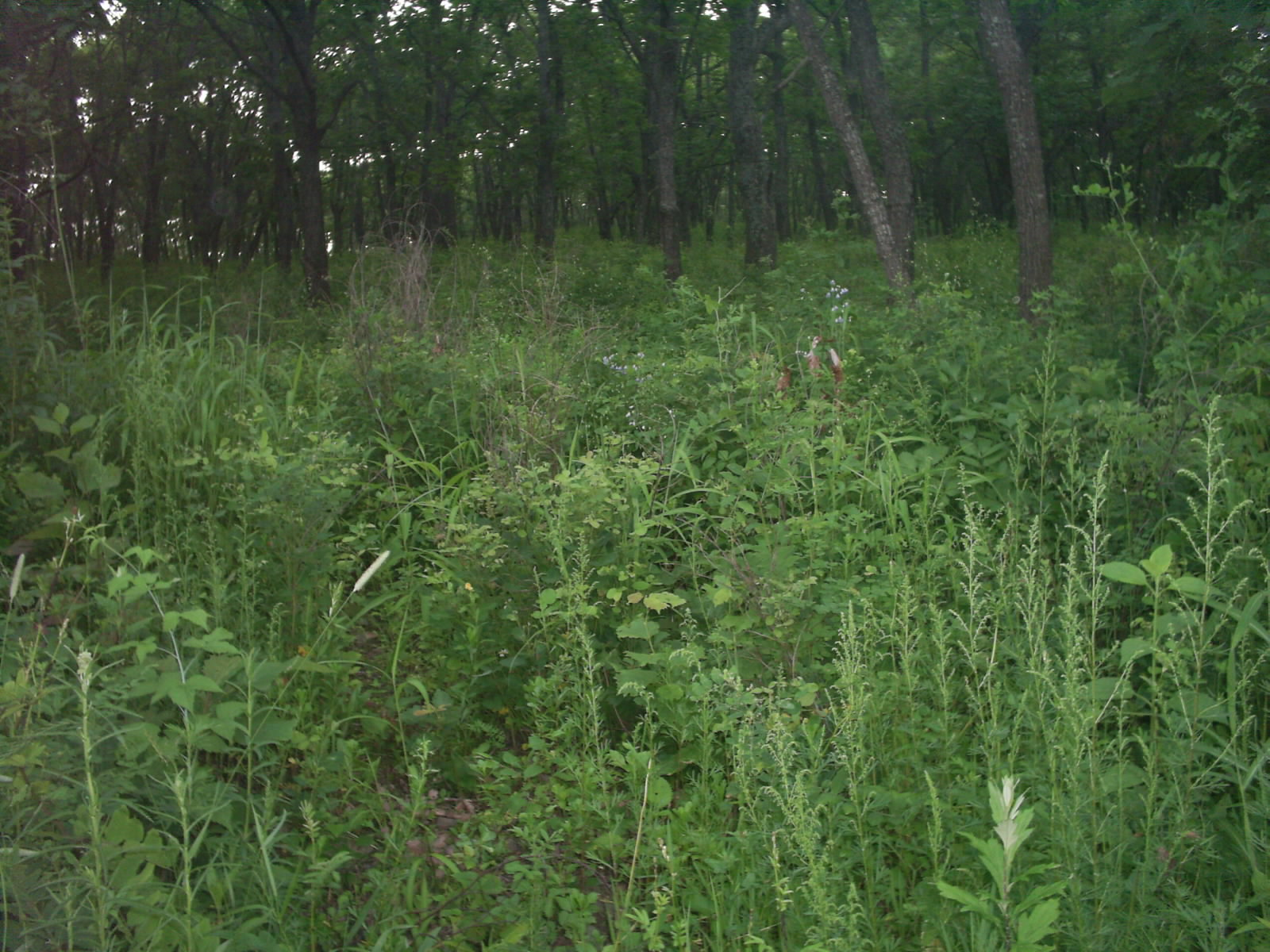
Трава у Сіхоте-Аліні сягає 3,5 м

Довжина гірського хребта — 1200 км, ширина до 250 км; середня висота — 800—1000 м; максимальна висота 2090 м (гора Тардокі-Яні), також висоту понад 2 тисячі метрів над рівнем моря має гора Ко (2004 м). Гори є вододілом річок басейнів Амура, Японського моря та Татарської протоки.
Як правило, найвищі вершини Сіхоте-Аліню мають різко окреслений контур і на великих просторах покриті крупними кам'яними розсипами. Форми рельєфу нагадують сильно зруйновані цирки та кари гірського заледеніння — два яскраво виражених таких утворення правильної круглої форми знаходяться за 7 км південніше селища Іннокентіївський (діаметром 12,5 км) та за 6 км на захід від Ваніно (діаметром 8 км).
Складені піщано-сланцевими відкладеннями періодів: тріасу, юри та крейди, з численними проривами інтрузій, що зумовило наявність покладів золота, олов'яних руд і поліметалів. У тектонічних западинах в межах Сіхоте-Аліню поклади кам'яного та бурого вугілля.
У передгір'ях звічні базальтові плато. Наприклад, досить велике Совгаванське нагір'я витягнуте на 70 кілометрів на північний захід від міста Совєтська Гавань. Ділянки плато зустрічаються також на головному вододілі. На півдні та сході Сіхоте-Алінь становить собою середньогірні хребти з крутими схилами, на заході численні продовгуваті долини та котловини, на висотах понад 900 м — гольці.
В цілому Сіхоте-Алінь має асиметричний макропрофіль. Західний макросхил більш пологий, ніж східний. Відповідно, ріки, що течуть на захід, більш довгі.
Гірська система Сіхоте-Алінь є сейсмонебезпечною.
Список десяти найвищих вершин:
| №  | Гора        | Висота над рівнем моря (м) | Розташування                                  |
| -- | ----------- | -------------------------- | --------------------------------------------- |
| 1  | Тордокі-Яні | 2090                       | Хабаровський край, Нанайський район           |
| 2  | Ко          | 2003                       | Хабаровський край, район імені Лазо           |
| 3  | Яко         | 1955                       | Хабаровський край, Советсько-Гаванський район |
| 4  | Анік        | 1933                       | Приморский край, Пожарський район             |
| 5  | Дурхе       | 1903                       | Хабаровський край, район імені Лазо           |
| 6  | Облачна     | 1854                       | Приморський край, Чугуївський район           |
| 7  | Болотна     | 1814                       | Приморський край, Пожарський район            |
| 8  | Спутнік     | 1805                       | Хабаровський край, район імені Лазо           |
| 9  | Гостра      | 1758                       | Приморський край, Тернейський район           |
| 10 | Арсеньєва   | 1757                       | Приморський край, Пожарський район            |

## Історія
У 2001 році гори Сіхоте-Алінь були занесені в перелік Світової спадщини ЮНЕСКО як природний об'єкт.

## Флора та фауна
У горах мішані ліси, у північній частині — смереко-ялинова тайга, в південній — поширені хвойно-широколистяними ліси з переважанням маньчжурських видів рослинності. У передгір'ях Сіхоте-Аліню живе ендемік — пардус амурський. Інші ендеміки гір — хвойні мікробіота і модрина ольгинська. У східній та центральній вододільній частинах хребта розташований національний Сіхоте-Алінський біосферний заповідник (під охороною амурський тигр). На території Сіхоте-Аліню також розташовані: Анюйський національний парк, Ботчинський державний природний заповідник, Лазовський державний природний заповідник імені Л. Г. Капланова.

## Клімат
Клімат взимку на східних схилах досить м'який і сніжний через часті вторгнення циклонів з Японського моря, а на західних схилах більш континентальний і малосніжний. Середні добові температури січня становлять від -8° С на південному сході до -15 … -22° С в центральних і північних районах. Однак у горах центральної і північної частини Сіхоте-Аліню нічні температури можуть опускатися нижче -45° С.
Сніг у південних районах лежить 4-5 місяців, з грудня по квітень, а в північних — з початку жовтня і до кінця травня включно, тобто близько восьми місяців. Розподіл опадів взимку нерівномірний — максимальні висоти снігового покриву спостерігаються в березні. Протягом зимового періоду на всьому східному макросхилі спостерігаються рясні снігопади, інтенсивні хуртовини й глибокі відлиги. Річний обсяг опадів великий (до 800—1000 мм), але більша частина опадів спостерігається весною та літом.
У цілому клімат досить важкий для людини — практично вся територія Сіхоте-Аліню, крім південних районів Примор'я, офіційно віднесена до районів з несприятливими кліматичними умовами, і прирівняна до Крайньої Півночі Росії.
Тривалість лавинонебезпечного періоду до 90 днів, пік сходів лавин спостерігається в січні-березні в залежності від характеру опадів у холодний період. Обсяги лавин невеликі. На більшій частині лавинонебезпечної території зустрічаються лавини об'ємом менше 10 тис. м³ і лише деякі з них у центрі Сіхоте-Аліню можуть досягати 30-50 тис. м³.

## Цікаві факти
Дослідженню Сіхоте-Аліню присвячена книга «По Уссурійському краю. Подорож в гірську область Сіхоте-Алінь» російського письменника, мандрівника та етнографа Володимира Клавдійовича Арсеньєва.
Одна з глав роману «Тигролови» Івана Багряного називається «У пралісах Сіхоте-Аліня».

## Галерея

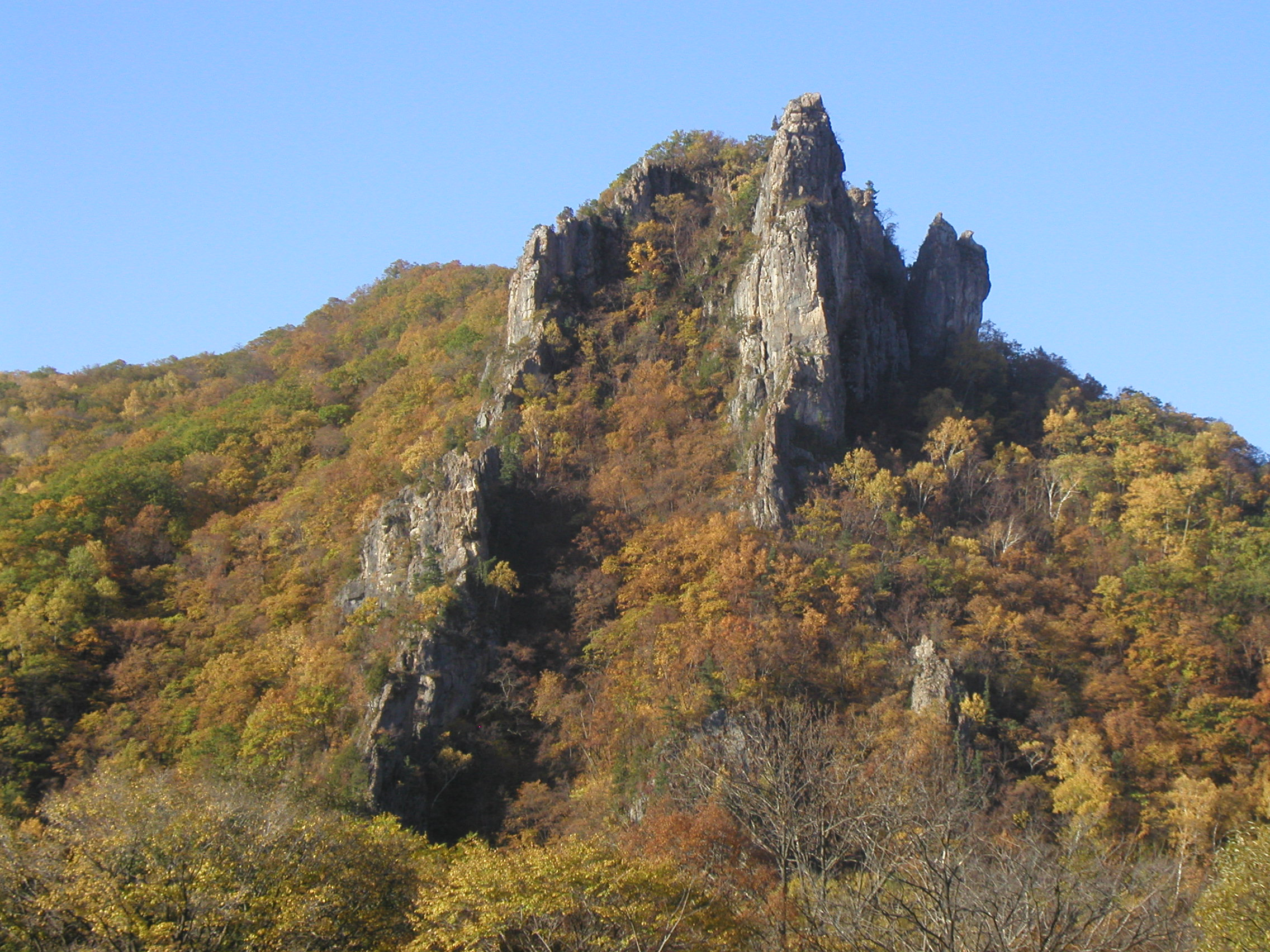
Сіхоте-Алінь восені
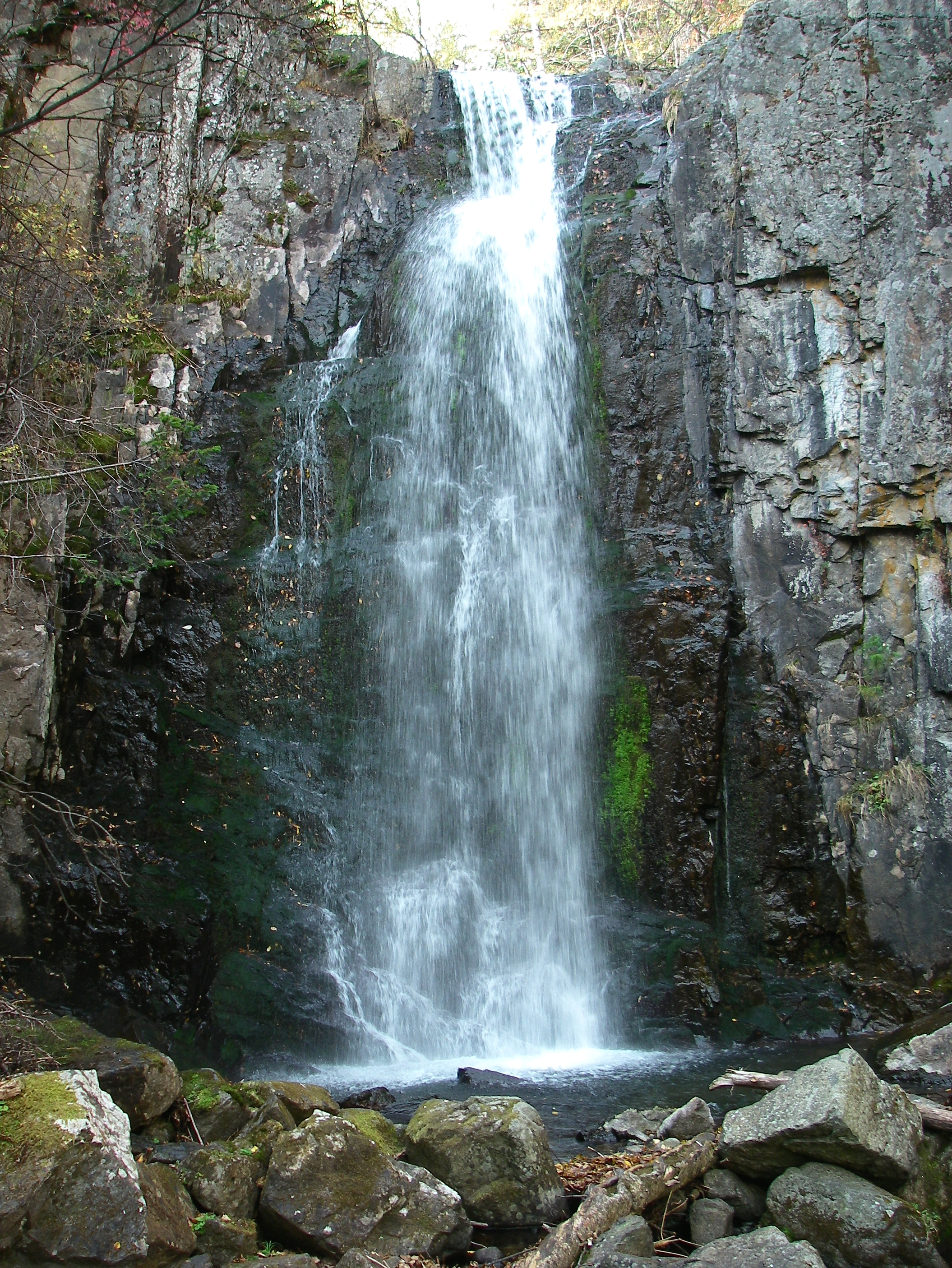
Водоспад Зірка Примор'я
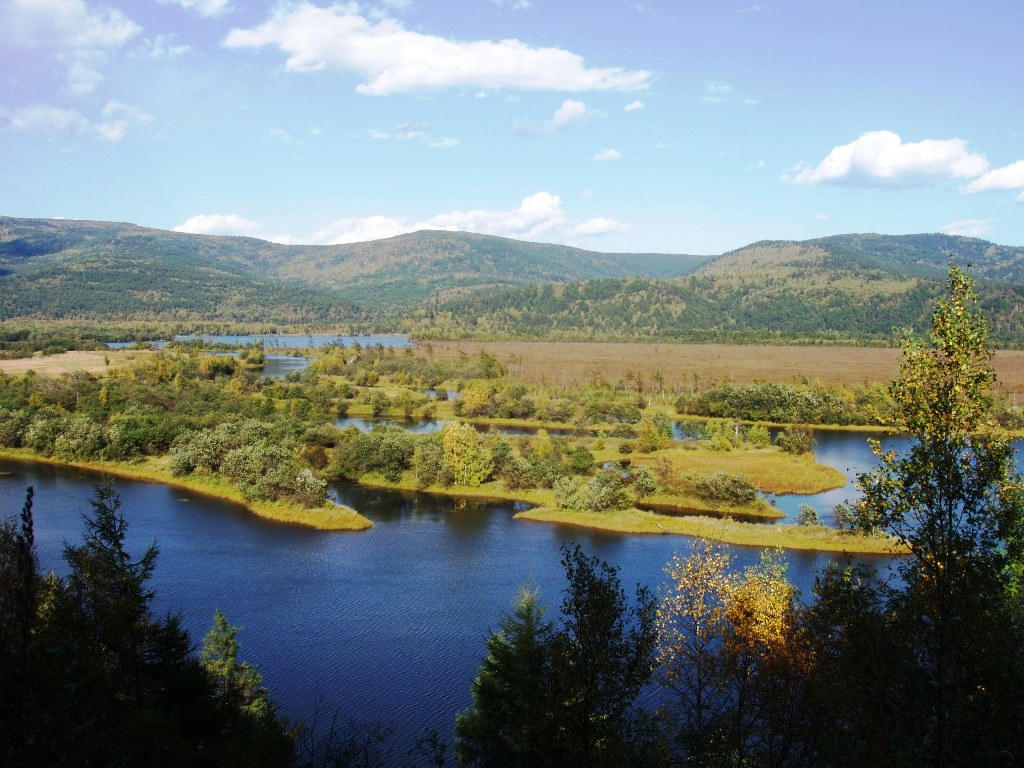
Річка Тумнін — найбільша річка на східному схилі Сіхоте-Аліню (364 км)
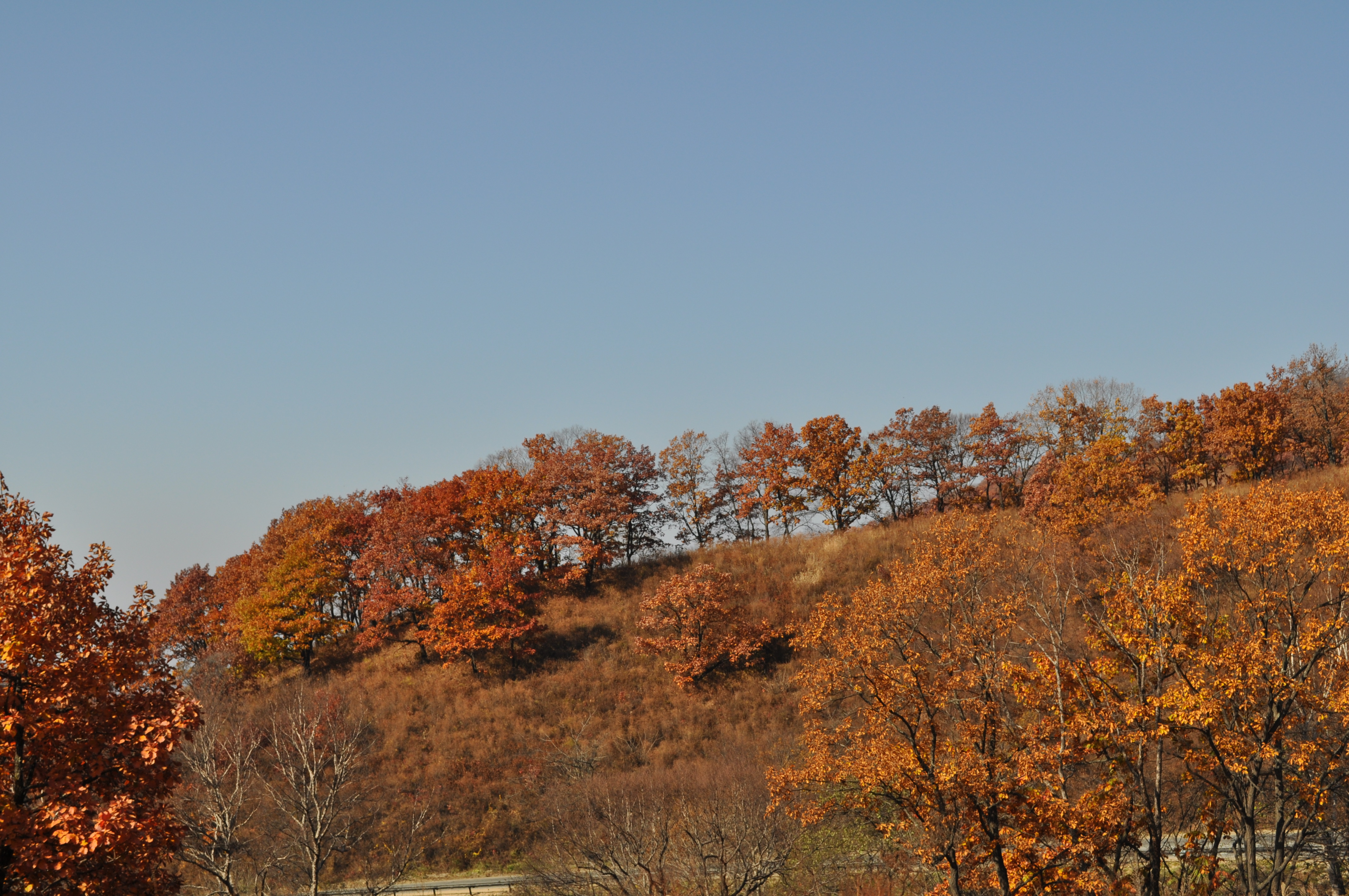
Сопка
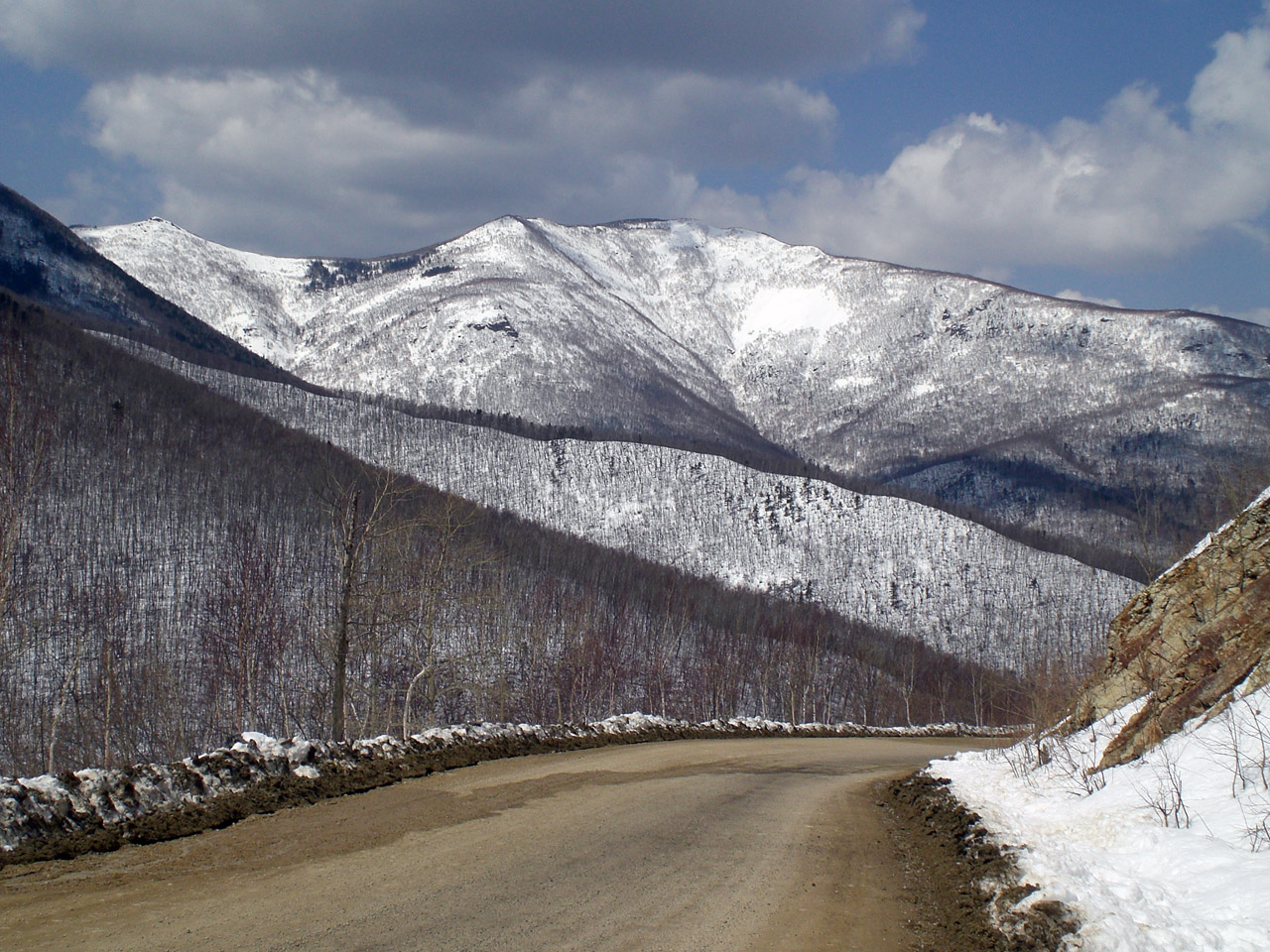
Якут-гора
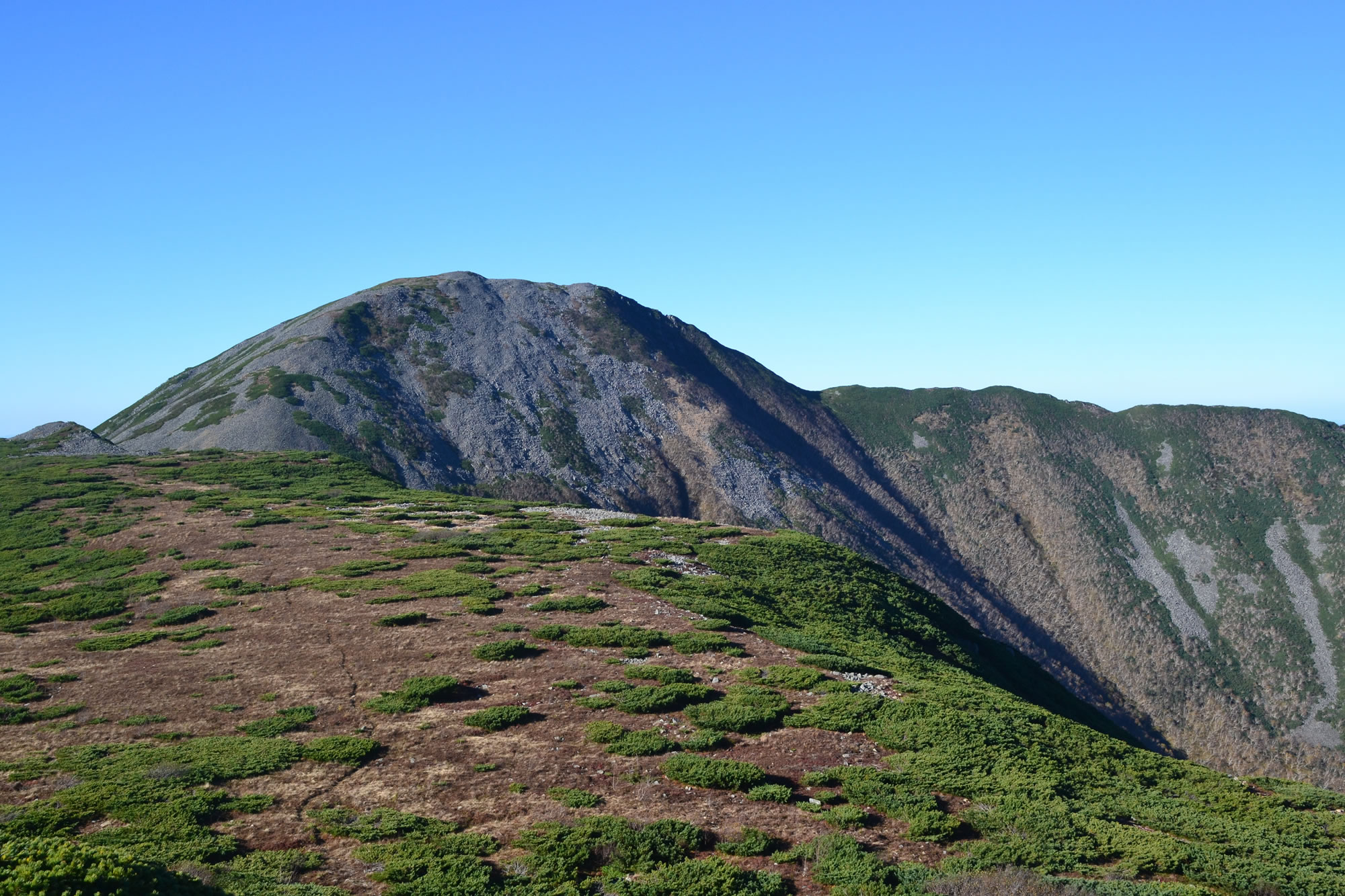
Гора Облачна (1854 м)